# Napoli Calcio a 5 2005-2006
Questa pagina raccoglie i dati riguardanti il Napoli Calcio a 5, squadra di calcio a 5 militante in serie A, nelle competizioni ufficiali del 2005-2006.

## Rosa[1]
| N° | Naz.                                   | Ruolo      | Sportivo            | Anno     |  |  |
| -- | -------------------------------------- | ---------- | ------------------- | -------- |  |  |
| -  | Brasile (bandiera) · Italia (bandiera) | Portiere   | Christian Bertoni   | 19.03.75 |  |  |
| -  | Italia (bandiera)                      | Portiere   | Denni Pace          | 14.07.89 |  |  |
| -  | Brasile (bandiera) · Italia (bandiera) | Difensore  | Rodrigo Bertoni     | 01.12.78 |  |  |
| -  | Brasile (bandiera) · Italia (bandiera) | Difensore  | Romulo Bertoni      | 19.03.75 |  |  |
| -  | Brasile (bandiera) · Italia (bandiera) | Difensore  | Henry Correia       | 07.09.80 |  |  |
| -  | Brasile (bandiera) · Italia (bandiera) | Difensore  | Márcio Moratelli    | 16.10.70 |  |  |
| -  | Italia (bandiera)                      | Universale | Renato Belardo      | 09.06.69 |  |  |
| -  | Brasile (bandiera)                     | Universale | Maicon Cavalli      | 17.10.84 |  |  |
| -  | Brasile (bandiera) · Italia (bandiera) | Universale | Douglas Correia     | 12.02.82 |  |  |
| -  | Brasile (bandiera)                     | Universale | Juninho             | 27.02.75 |  |  |
| -  | Brasile (bandiera)                     | Universale | Henrique Maciel     | 24.09.75 |  |  |
| -  | Brasile (bandiera)                     | Universale | Felipe Manzalli     | 20.09.85 |  |  |
| -  | Italia (bandiera)                      | Universale | Angelo Riccardi     | 16.09.84 |  |  |
| -  | Brasile (bandiera) · Italia (bandiera) | Pivot      | Clayton Baptistella | 07.12.83 |  |  |
| -  | Italia (bandiera)                      | Pivot      | Antonio Campano     | 26.03.77 |  |  |
| -  | Italia (bandiera)                      | Pivot      | Luigi Mazzocchi     | 16.07.82 |  |  |
| -  | Brasile (bandiera)                     | Pivot      | Diogo Sgarbi        | 22.12.77 |  |  |
| -  | Italia (bandiera)                      | Allenatore | Maurizio Deda       |          |  |  |